# Charlotte Nordmann
Pour les articles homonymes, voir Nordmann.
Charlotte Nordmann, née le 2 mai 1978, à Paris est une éditrice, philosophe et professeure de philosophie et traductrice française. 
Elle est professeur de philosophie en région parisienne. En 2003, elle collabore avec les Éditions Amsterdam lors de leur création par Jérôme Vidal. Elle était membre du collectif éditorial de La Revue des Livres.

## Publications

### Essais
- Bourdieu / Rancière - La politique entre sociologie et philosophie, Paris, Éditions Amsterdam, 2006. Sur Pierre Bourdieu et Jacques Rancière[2],[3]
- La Fabrique de l'impuissance 2 - L'école entre émancipation et domination, Paris, Éditions Amsterdam, 2008[4]

### Contributions
- (contribution), Le 17 octobre 1961 - Un crime d'État à Paris, sous la direction d'Olivier Le Cour Grandmaison, Paris, La Dispute, 2001.
- (dir.), Le Foulard islamique en questions, Paris, Éditions Amsterdam, 2004.
- (contribution), "Liberté surveillée", in  Aires de jeux d'artistes, Genève, Le Micro-Onde, 2010.
- (contribution), Penser à gauche, Figures de la pensée critique aujourd'hui, Amsterdam, 2011

### Traductions
- Judith Butler, Le Pouvoir des mots - Politique du performatif, Paris, Éditions Amsterdam, 2004.
- avec Pauline Hugues et Jérôme Rosanvallon, Jonathan Israel, Les Lumières radicales. La philosophie, Spinoza et la naissance de la modernité (1650-1750), Paris, Éditions Amsterdam, 2005.
- Judith Butler, Ces corps qui comptent - De la matérialité et des limites discursives du sexe, Paris, Éditions Amsterdam, 2009.
- Carole Pateman, Le Contrat sexuel, Paris, La Découverte, 2010.
- Paul Gilroy, L'Atlantique noir, Paris, Éditions Amsterdam, 2010.

- avec Aurélien Blanchard et Joséphine Gross, John Bellamy Foster, Marx éologiste, Paris, Editions Amsterdam, 2011

- avec Myriam Dennehy, Clémence Garrot et Marion Duval, Kevin Floyd, La réification du désir, vers un marxisme queer, Paris, Amsterdam, 2013.
- avec Bruno Gendre, Pascale Haas et Christophe Jaquet, Yuri Slezkine, La maison éternelle, Une saga de la Révolution russe, La Découverte, 2017.

- avec Marie Hermann, David Motadel, Les musulmans et la machine de guerre nazie, La Découverte, 2019.
- avec Laura Raim, Kristen Ghodsee, Pourquoi les femmes ont une meilleure vie sexuelle sous le socialisme, Plaidoyer pour l’indépendance économique, Lux éditeur, 2020.